# Eupithecia bolespora
Eupithecia bolespora là một loài bướm đêm trong họ Geometridae.